# Mary & George
Mary & George é uma minissérie britânica de drama histórico criada por D. C. Moore e dirigida por Oliver Hermanus, Alex Winckler e Florian Cossen. É baseada no livro do jornalista Benjamin Woolley, The King's Assassin (2017), sobre o caso amoroso entre Jaime VI & I, rei da Escócia e Inglaterra, e George Villiers, 1.º Duque de Buckingham. A minissérie é uma produção original da Sky Studios e foi lançada no Reino Unido em 5 de março de 2024 pela Sky Atlantic, e disponibilizada no serviço de vídeo sob demanda europeu SkyShowtime. Em parceria com a rede Starz, a minissérie foi  lançada em 5 de abril nos Estados Unidos. Protagonizada por Julianne Moore (Mary Villiers) e Nicholas Galitzine (George), a minissérie recebeu avaliações positivas da crítica especializada.

## Elenco

### Principal
- Julianne Moore como Mary Villiers, Condessa de Buckingham: uma aristocrata astuta e mãe do Duque de Buckingham
- Nicholas Galitzine como George Villiers, 1.º Duque de Buckingham: um estadista inglês e amante do rei Jaime VI & I
- Tony Curran como o rei Jaime VI & I: monarca da Escócia e Inglaterra
- Laurie Davidson como Robert Carr, 1.º Conde de Somerset: conselheiro e amante de longa data do rei Jaime VI & I
- Sean Gilder como Sir Thomas Compton: um aristocrata inglês e segundo marido de Mary Villiers
- Mark O'Halloran como Francis Bacon: filósofo empirista e Lorde chanceler inglês
- Pearl Chanda como Frances Carr, Condessa de Somerset: aristocrata do ciclo íntimo do rei Jaime VI & I e esposa de Robert Carr
- Trine Dyrholm como a rainha Ana da Dinamarca: esposa de Jaime VI & I e rainha consorte da Inglaterra e Escócia
- Simon Russell Beale como George Villiers: aristocrata e primeiro marido de Mary Villiers
- Niamh Algar como Sandie: dama de companhia e amante de Mary Villiers
- Adrian Rawlins como Edward Coke: procurador-geral da Inglaterra
- Samuel Blenkin como Carlos, Príncipe de Gales (depois Carlos I da Inglaterra): filho primogênito do rei Jaime VI & I e rainha Ana
- Amelia Gething como Frances Coke, Viscondessa Purbeck: filha de Edward Coke e Elizabeth Hatton, esposa de John Villiers
- Nicola Walker como Elizabeth Hatton: esposa de Edward Coke e inimiga de Mary Villiers
- Kate Fleetwood como a Astuta Maria
- Mirren Mack como Katherine Villiers, Duquesa de Buckingham: aristocrata e esposa do duque George Villiers
- Unax Ugalde como Diego Sarmiento de Acuña, Conde de Gondomar: militar e diplomata espanhol
- Joseph Mawle como Sir Walter Raleigh: explorador, corsário, espião, escritor e poeta inglês

### Recorrente
- Jacob McCarthy como Christopher Villiers, 1.º Conde de Anglesey: filho de Mary Villiers
- Tom Victor como John Villiers, 1.º Visconde Purbeck: filho mais velho de Mary Villiers
- Alice Grant como Susan Feilding, Condessa de Denbigh: filha de Mary Villiers
- Rina Mahoney como Laura Ashcattle
- Emily Fairn como Jenny
- Lydia Fleming como Anne Turner
- Angus Wright como Sir David Graham

### Convidado
- Ankur Bahl como Xander, contador de Mary
- Khalil Gharbia como Jean, tutor de George
- Dimitri Gripari como Vincent, assistente de Jean
- David Weiss como Rei Cristiano IV da Dinamarca
- Ryan Oliva como Wearstrap, capanga de Graham
- Matt Barkley como Robert Devereux, 3.º Conde de Essex
- Dylan Brady como Peter Carr, primo de Somerset
- Jamie Michie como Capitão Harrison, um capitão sob o comando de Raleigh
- Simon Winkler como Francis Manners, 6.º Conde de Rutland
- Cat Simmons como Cassie, uma cativa libertada junto com Sandie
- Aine Mcnamara como a Infanta Espanhola
- Àlex Brendemühl como Olivares, o negociador-chefe espanhol
- Robert Lonsdale como John Felton

## Produção
A série limitada de sete partes é criada por D. C. Moore, e Oliver Hermanus atua como diretor principal. Moore e Hermanus atuam como produtores executivos ao lado de Liza Marshall para Hera Pictures e Sam Hoyle para Sky Studios.
Em outubro de 2022, foi anunciado que Julianne Moore lideraria Mary & George como Mary Villiers, Condessa de Buckingham. Nicholas Galitzine juntou-se ao elenco em janeiro de 2023 como o filho de Mary, George Villiers, 1.º Duque de Buckingham. O restante do elenco foram anunciados em março de 2023.
A filmagem estava em andamento na Inglaterra em janeiro de 2023, com início previsto para Londres. Foi relatado que Knole em Kent seria fechado no final de janeiro e início de fevereiro para filmagens. De 22 a 26 de maio de 2023, as filmagens foram baseadas em Ham House em Richmond, que também funcionou como um palácio de Londres. O elenco e a equipe técnica foram vistos em Old Hunstanton Beach, em Norfolk, no início de junho.

## Episódios
| N.º | Título                                                              | Dirigido por    | Escrito por                       | Lançamento         |
| --- | ------------------------------------------------------------------- | --------------- | --------------------------------- | ------------------ |
| 1 | "The Second Son" "O Segundo Filho"                                  | Oliver Hermanus | D.C. Moore                        | 5 de março de 2024 |
| O jovem mestre George Villiers mora em casa com sua mãe Mary, irmãos e um pai doente e abusivo. Ele tenta o suicídio sem sucesso ao descobrir os planos de sua mãe de forjar um casamento por interesse, já que ele está apaixonado por uma das criadas, Jenny. Durante uma briga, Mary empurra o marido escada abaixo e ele morre. O contador da família explica a Mary que seu falecido marido não lhes deixou dinheiro ou bens e a aconselha a se casar novamente. Mary rapidamente se casa com Sir Thomas Compton, principalmente para garantir fundos para George, que finalmente é enviado à França para estudar francês, classe e política judicial. Lá, George aprende com os aristocratas locais como se comportar como um membro da realeza e é capaz de finalmente satisfazer seus desejos pelo mesmo sexo. O Rei Jaime visita a casa de Sir Thomas e Mary, onde ela o conhece, conhece o amante dele, o Conde de Somerset, e seu único assessor inglês, Sir David Graham. Mary articula com Sir David, que não gosta dos escoceses e quer ver mais influência inglesa no palácio. George retorna da França e Mary organiza para que ele sirva o jantar ao Rei, mas durante o serviço ele é propositalmente empurrado por outro servo. George agride o servo diante da corte, enfurecendo o Conde de Somerset, mas ganhando a atenção do Rei Jaime. |                                                                     |                 |                                   |                    |
| 2 | "The Hunt" "A Caça"                                                 | Oliver Hermanus | D.C. Moore                        | 5 de março de 2024 |
| Mary pede a George para encobrir o estrangulamento de um dos cães de estimação de uma empregada por seu irmão John, mas a farsa não é convincente. Mary e George continuam competindo pela atenção do Rei Jaime enquanto também traçam estratégias para encontrar uma noiva para John, sendo a candidata a filha de Sir Edward Coke, ambos com pouco sucesso. Mary elabora um plano com Sir David e a Rainha Ana, que desprezam o Conde de Somerset, para trazer George para o centro das atenções na corte do rei. Embora George seja nomeado cavaleiro e se junte aos demais favoritos do Rei, o Conde de Somerset percebe os planos para destituí-lo e avisa George para ser cauteloso. Mary começa a visitar uma prostituta local, Sandie, com um passado secreto. Em uma caçada com o Rei e seus homens, George é derrubado do cavalo pelo Conde de Somerset, mas sobrevive, resgatado pelo Rei Jaime. No final da caçada, o Rei desculpa o Conde de Somerset e faz George matar o cervo ferido. Naquela noite, George e o Rei Jaime consumam seu relacionamento. Mary e Sandie envenenam e matam Sir David, que soube da identidade forjada de Mary. |                                                                     |                 |                                   |                    |
| 3 | "Not So Much as Love as by Awe" "Não Tanto Por Amor como Por Temor" | Oliver Hermanus | D.C. Moore                        | 5 de março de 2024 |
| Em seu primeiro dia na corte, Mary tenta confrontar o Rei Jaime sobre os contínuos maus-tratos de George no quarto, mas ela provoca uma cena e é dispensada. A Rainha Ana confronta Mary sobre a presença inabalável do Conde de Somerset, agora um incômodo duplo devido à sua detestável esposa. George é abordado por Sir Francis Bacon, que busca um aliado. Depois de se encontrar com o Conde de Essex, o ex-marido "amaldiçoado" da Condessa de Somerset, Mary descobre uma conspiração de assassinato decretada pelos Somersets e passa as evidências para Sir Edward. George é infectado pela varíola. A amante de Mary, Sandie, permanece por perto e continua ajudando em seus planos. No meio da investigação sobre a conspiração de assassinato, o Conde de Somerset visita George, que está doente, e declara seu amor na tentativa de negociar um perdão. Os dois fazem sexo e George revela que espera ver o conde enforcado. Os Somersets são considerados culpados e condenados à morte, e o Rei pede desculpas a Mary por não ter considerado suas preocupações anteriores. George e o Rei Jaime consolidam o relacionamento secreto. |                                                                     |                 |                                   |                    |
| 4 | "The Wolf and the Lamb" "O Lobo e o Cordeiro"                       | Alex Winckler   | D.C. Moore                        | 5 de março de 2024 |
| Depois de uma noite juntos, George recebe uma mordida brutal no braço pelo Rei Jaime, cujas mudanças de humor continuam. Num comportamento ainda mais bizarro, John, que não sabe nadar, entra em um lago e quase se afoga. O Rei Jaime viaja com seus homens para Edimburgo e nomeia Sir Francis como Guardião do Selo em sua ausência. Em uma tentativa de garantir o casamento entre John e Frances, ainda agressivamente rejeitado por Lady Elizabeth Hatton, Mary e Sir Edward sequestram Frances com a ajuda de Sandie. Na mansão de Sir Thomas e Mary, Sandie testemunha John esfaquear Jenny repetidamente, perturbando-a. O novo amante de George, Peter Carr, primo do Conde de Somerset, continua a causar um desentendimento entre ele e o Rei. Quando o Rei dispensa George, ele e Peter visitam o remoto Castelo de Ruthven, onde Peter conta a George sobre o primeiro amor do rei, o falecido Lorde Lennox. Durante uma tentativa de prender e assassinar George como vingança pelas mortes dos Somersets, Peter é baleado e morto pelo irmão de George, Kit. O Rei Jaime e George se reconciliam. O Rei revela que o verdadeiro propósito da viagem ao norte era recuperar o coração embalsamado de Lorde Lennox, e os dois o enterram em um novo local secreto. John e Frances miseravelmente infeliz acabam se casando, e Mary promete encontrar uma esposa para George. |                                                                     |                 |                                   |                    |
| 5 | "The Golden City" "A Cidade Dourada"                                | Alex Winckler   | D.C. Moore & Stacey Gregg         | 5 de março de 2024 |
| À medida que Mary ganha mais poder, seu casamento com Sir Thomas desmorona. Diego, Conde de Gondomar, chega para contar ao Rei Jaime sobre um ataque dos ingleses, liderados por Sir Walter Raleigh, aos espanhóis na Guiana, desafiando um tratado de paz permanente. George, inserindo-se nos assuntos políticos do Rei, é convidado a fazer parte do Conselho Privado, mas ultrapassa seus limites no encontro com Raleigh, acreditando ingenuamente em suas simpáticas histórias de guerra e ouro. Com a doença da Rainha Ana, a amargura do Príncipe Carlos aumenta. Sir Francis revela a George que Mary e Sandie assassinaram Sir David. Enquanto o Rei Jaime tenta conciliar o favor do seu povo e a paz com a Espanha, os súditos voltam-se contra ele por não saudar Raleigh como um herói nacional. Sir Francis e Diego provam a George que Raleigh é um fomentador de guerra interessado no conflito entre a Inglaterra e a Espanha, esperando que George possa influenciar o Rei para detê-lo. Mary tenta arranjar o casamento entre George e a rica Katherine e, embora ele inicialmente recuse, confiante em um relacionamento de longa data com o Rei, Katherine o convence de que não ficará em seu caminho e os dois dormem juntos. Sandie ajuda Frances, que está tendo um caso, a fazer um aborto e confronta Mary por se recusar a admitir a loucura de John. John é internado em um asilo. George fica cara a cara com a dura realidade de sua influência quando o Rei Jaime ordena a execução de Raleigh. Mary percebe que está perdendo o poder sobre George. |                                                                     |                 |                                   |                    |
| 6 | "The Queen Is Dead" "A Rainha Está Morta"                           | Florian Cossen  | D.C. Moore & Anchuli Felicia King | 5 de março de 2024 |
| Após a execução de Raleigh, há a revolta inglesa. A Rainha Ana morre, mas o palácio está endividado para pagar o seu funeral de Estado. George sente empatia pelo amargo e enlutado Príncipe Carlos, e os dois trabalham para tirar o Rei de sua auto-indulgência e reconhecer os graves problemas em questão. O Rei Jaime finalmente concorda em abrir o Parlamento pela primeira vez em seis anos para defender impostos mais altos e a continuação da paz com a Espanha. Sandie, que alertou Mary sobre as intrigas de Sir Francis, é presa pelo assassinato de Sir David. O rei está de luto pela Rainha Ana, mas admite que não a amava e não pode ter certeza das contínuas declarações de amor de George por ele, pois o amor é inconstante. Sir Edward renuncia ao Conselho Privado para liderar as comissões parlamentares sobre a ameaça espanhola e a corrupção interna. Mary implora pela libertação de Sandie, mas ele jura ver Sandie enforcada como vingança pelo sofrimento de Frances. O Rei Jaime recua às suas indulgências em meio ao caos político. Sir Edward tenta prender George e Kit em nome de seus comitês, então os dois fogem para Mary em busca de conselho e ela concorda em ajudá-los em troca do perdão de Sandie. Para evitar cair com todos, George convence Diego a ajudá-lo a incriminar Sir Francis por traição; em troca, George tentará arranjar perspectivas entre o Príncipe Carlos e a Infanta espanhola, para garantir a paz. Kit mata o maior aliado de Sir Francis, Wearstrap. Katherine dá à luz uma filha. Sir Francis é considerado culpado de traição, destituído de todos os títulos e banido. Acreditando que Mary estava no centro de sua traição, ele manda assassinar Sandie com a permissão de George. |                                                                     |                 |                                   |                    |
| 7 | "War" "Guerra"                                                      | Florian Cossen  | D.C. Moore & Laura Grace          | 5 de março de 2024 |
| Quando Mary rastreia Sir Francis para vingar Sandie, ele revela que George deu sua bênção ao assassinato. Na Espanha, o Príncipe Carlos é apresentado à infanta e George tem alguns casos. George acaba por não conseguir subornar o negociador-chefe da Espanha para garantir novas negociações de casamento e, humilhado, jura vingança. Por ordem do médico, o Rei Jaime viaja para o campo para descansar. Mary junta-se estrategicamente a ele, apelando à sua solidão. George e o Príncipe Carlos retornam da Espanha. Embora o Rei fique inicialmente desapontado e despreze os dois, George o leva para um acampamento na floresta e eles fazem amor. Mais uma vez unidos, George influencia o Rei Jaime para que lhe permita dirigir-se ao Parlamento, a fim de fortalecer as relações anglo-espanholas. Lá, com o apoio de Sir Edward, ele incentiva a guerra total. O Rei Jaime, que está comprometido com a paz, fica chocado ao saber da traição de George por parte de Mary e ateia fogo no acampamento da floresta. Quando George chega, o Rei considera seu caso de amor uma luxúria de velho tolo, remove os títulos de George e o condena à forca por traição, chocando Mary. Ele então desmaia, e George e Mary o levam de volta para a propriedade rural, onde George o sufoca até a morte para que ele não transmita suas ordens ao Príncipe Carlos. Nos anos seguintes, Carlos é coroado e Katherine dá à luz um filho. Em 1628, durante a guerra com a França, George é morto a facadas por um ex-soldado amargurado por seu desrespeito pela vida humana e pela paz. |                                                                     |                 |                                   |                    |

## Lançamento
A série foi apresentada no MIPCOM de Cannes. A NBCUniversal Global Distribution está cuidando da distribuição internacional em nome da Sky. A série vai estrear na Sky Atlantic no Reino Unido. A Sky também irá transmitir a série na Irlanda, Alemanha e Itália. Starz lançará a série nos Estados Unidos e Canadá. AMC Networks foi previamente definida para transmitir a série nos Estados Unidos, Canadá, Austrália, Nova Zelândia e Índia, mas acabou abandonando-a. A Foxtel escolheu a série para transmissão/streaming na Austrália, disponível a partir de 6 de março de 2024.
Em maio de 2023, as primeiras imagens estáticas de Mary & George foram publicadas na revista Vogue. No Edinburgh Television Festival daquele mês de agosto, Meghan Lyvers, Diretora de Drama Original do Sky Studios, afirmou que Mary & George deveria ser lançado "no próximo ano".
O trailer inicial foi lançado em 16 de novembro de 2023.
Em 1º de fevereiro de 2024, o trailer oficial foi lançado e foi anunciado que Mary & George estrearia em 5 de março de 2024 na Sky Atlantic.

## Recepção
No Rotten Tomatoes, 96% das 49 avaliações são positivas, com uma classificação média de 7,3/10. O consenso dos críticos afirma: "Indecente, irreverente e governado por Julianne Moore em sua melhor forma, Mary & George é um deleite real para os fãs de intrigas judiciais espumosas." Isto foi apoiado por Joel Golby do The Guardian, que deu à minissérie cinco estrelas, descrevendo-a como "uma delícia perversamente obscena" que é "fresca, nova e interessante". No Metacritic, a série detém uma pontuação média ponderada de 73 em 100 com base em 22 críticos, indicando "críticas geralmente favoráveis".
Anita Singh no The Daily Telegraph, por outro lado, deu apenas três estrelas de cinco, dizendo que Mary & George "pega os fatos e se revolta com eles" em "um drama estiloso, mas com pouca substância". Ed Power no The Irish Times foi ainda mais contundente, descrevendo-o como "uma brincadeira renascentista de arte com a trava de segurança desativada" e "mal iluminada, misantrópica e com papel de parede de carne nua". O historiador Mark Turnbull, escrevendo para a revista da Historical Writers' Association, concordou em reclamar das "imprecisões, exageros e ataques altamente significativos de pura ficção" em uma série que afirma ser baseada em fatos.